# سينسيناتي ريدز
سينسيناتي ريدز هو فريق كرة قاعدة أمريكي أٌسس عام 1881. يلعب الفريق في دوري كرة القاعدة الرئيسي.